# Francesc Joan de Vergós i de Sorribes
Francesc Joan de Vergós i de Sorribes va ser un polític català nascut a Barcelona l'any 1570. No se sap exactament quan va morir.
Era un donzell fill de Joan Ramon de Vergós i de Solanell, senyor de Meià. El 1630 fou veguer de Barcelona, i el 1634 era enllaç entre el braç militar i el Consell de Cent.
Es mostrà activament contrari a les ingerències de la cort de Madrid en els afers catalans. El 1638 el lloctinent ja va intentar detenir-lo.
Formà part d'una junta secreta del Consell de Cent que preparà la separació de Catalunya de l'obediència a Felip IV de Castella. A conseqüència d'això el 1640 fou detingut juntament amb Francesc de Tamarit i altres consellers del Consell de Cent, però l'avalot popular, començat a Sant Andreu de Palomar el 22 de maig de 1640, va aconseguir el seu alliberament i el preludi de la Guerra dels Segadors.
Durant la guerra dels Segadors fou administrador de les places de Barcelona i ambaixador a París durant el 1642.